# Primera División de baloncesto en silla de ruedas 2020-21
La Primera División de Baloncesto en Silla de Ruedas de España 2020-21 es la temporada de la segunda competición más importante del baloncesto en silla de ruedas español. Consta de una liga regular entre los diez equipos, que se enfrentan todos contra todos.

## Formato
Para la temporada 2020-21, la CNBSR, por delegación de la Junta Directiva de la FEDDF, será la responsable de la organización de esta competición, que estará formada por dos grupos de 5 equipos, que disputarán una Primera Fase con una liga a doble vuelta de todos contra todos dentro de cada grupo.
Tendrán derecho de participación en esta competición, los 6 equipos que hayan jugado la temporada anterior en Primera División y que no hayan ascendido a División de Honor, más los cuatro equipos ascendidos de Segunda División.
Finalizada la liga a doble vuelta en cada uno de los grupos: -
- Los tres primeros equipos clasificados de cada grupo disputarán una Segunda Fase por el título, arrastrando los resultados de la fase de grupos, con enfrentamiento a los otros tres equipos clasificados del otro grupo con partidos a doble vuelta.
- Los equipos clasificados en los puestos cuarto y quinto de cada grupo disputarán una Segunda Fase por la permanencia, arrastrando los resultados de la fase de grupos, con enfrentamiento a los otros dos equipos clasificados del otro grupo con partidos a doble vuelta.
- Los cuatro primeros equipos clasificados en la Segunda Fase por el título, jugarán una Final Four en régimen de concentración (semifinales, tercer y cuarto puesto, y final)

### Segunda Fase

#### Por el título
Finalizada la liga a doble vuelta, se disputará la Fase final, las disputarán los cuatro primeros equipos clasificados en la Segunda Fase por el título, jugarán una Final Four en régimen de concentración (semifinales, tercer y cuarto puesto, y final).
- 1º Segunda Fase vs 4º Segunda Fase
- 2º Segunda Fase vs 3º Segunda Fase

Los ganadores se enfrentarán en la final para definir el campeón de Primera División y el ganador ascenderá a División de Honor.

#### Promoción de ascenso
Se jugará a partido único, en pista del equipo 2º clasificado de la Final Four de Primera División, contra el equipo clasificado en lugar 11º de División de Honor. Los requisitos técnicos y reglamentarios de este partido serán los establecidos para División de Honor.

#### Promoción de permanencia y descensos
Habrá un descenso directo a la Segunda División, del último equipo clasificado en la Segunda Fase por la permanencia, y el penúltimo clasificado al finalizar esa Segunda Fase, participará en la Promoción de Permanencia con el equipo 2º clasificado de la Segunda División.
Esta promoción se jugará a partido único, en pista del equipo 2º clasificado de la Final Four de Segunda División, contra el equipo clasificado en lugar 3º de la Segunda Fase por la permanencia de Primera División. Los requisitos técnicos y reglamentarios de este partido serán los establecidos para Primera División.

## Equipos participantes
Los equipos participantes en la temporada 2020-21 son:
| Equipo                    | Ciudad                     | Pabellón                              |
| Grupo A                   | Grupo A                    | Grupo A                               |
| ------------------------- | -------------------------- | ------------------------------------- |
| Abeconsa Basketmi Ferrol  | Ferrol                     | Pabellón Ensanche Ferrol              |
| Adapta Zaragoza           | Zaragoza                   | CDM José Garcés                       |
| CB Sureste GC Santa Lucia | Las Palmas de Gran Canaria | Pabellón Municipal de Deportes        |
| CB Villa de Leganés       | Leganés                    | Pabellón Europa                       |
| Salto Bera Bera           | San Sebastián              | Polideportivo Bidebieta               |
| Grupo B                   |                            |                                       |
| BSR Puertollano           | Puertollano                | Pabellón Santiago Cañizares           |
| CB BSR Vistazul           | Dos Hermanas               | Pabellón Pepe OT en CSD Vistazul      |
| Juventut BCR              | Badalona                   | Palau Municipal d'esports de Badalona |
| UNES FC Barcelona         | San Feliú de Llobregat     | Pabellón Juan Carlos Navarro          |
| UCAM Murcia BSR           | Murcia                     | Pabellón Príncipe de Asturias         |

### Arbitraje
Los árbitros de cada partido fueron designados por una comisión creada para tal objetivo e integrada por representantes de la FEDDF y el CTJA. En la temporada 2020/21, los 36 colegiados de la categoría serán los siguientes, divididos en dos grupos:
Grupo 1 (22 árbitros)
- Andrés Alfaro Moreno
- Roberto Almeida Cabrera
- Antonio Miguel Castillo Morales
- Thare Contiñas Sánchez
- Juan José Cubero Peralta
- José Luis De Agustín Aldeguer
- Óscar De La Fuente Hernández
- Yasser El Beik Urbano
- Manuel Fernández Folgueira
- Aitor Labajo Román
- José Antonio López Garea
- Ricardo Luque Ruiz
- Jesús Martínez De Cabo
- Alberto Pérez Castañé
- Xavier Piñol Izquierdo
- Miguel Santos Pérez Escudero
- Ramón Ranera Herrera
- Agustín Reyes Aguilar
- Carmen Ríos Del Rosal
- Luis Alberto Sánchez-Mayoral Martín
- Evaristo Solorzano Luque
- José Ignacio Valero Dura

Grupo 2 (14 árbitros)
- Gabriel Contreras Aguilera
- Silvia Escudero Del Castillo (en excedencia)
- Didac Figueredo Calero (en excedencia)
- Esteban Garcia Martínez
- Oriol Gornés García
- Fermín Madariaga Arcocha
- Ainara Martín Hernández (en excedencia)
- Silvia Martínez Bernal
- Alejandro Martínez Tormo
- José Nieto Escamilla
- David Peries Sánchez
- Alejandro Pinilla Fernández
- Aida Rosales Pérez
- Juan José Vera Requena

## Primera fase

### Grupo A
|                                                                                            | Equipo                    | J | G | P | PF | PC | DP | Puntos |
| ------------------------------------------------------------------------------------------ | ------------------------- | - | - | - | -- | -- | -- | ------ |
| 1                                                                                          | Abeconsa Basketmi Ferrol  | 0 | 0 | 0 | 0  | 0  | 0  | 0      |
| -                                                                                          | Adapta Zaragoza           | 0 | 0 | 0 | 0  | 0  | 0  | 0      |
| -                                                                                          | CB Sureste GC Santa Lucia | 0 | 0 | 0 | 0  | 0  | 0  | 0      |
| -                                                                                          | CB Villa de Leganés       | 0 | 0 | 0 | 0  | 0  | 0  | 0      |
| -                                                                                          | Salto Bera Bera           | 0 | 0 | 0 | 0  | 0  | 0  | 0      |
| Fuente: Liga BSR: Clasificación de la Primera División - Grupo A; actualización automática |                           |   |   |   |    |    |    |        |

### Grupo B
|                                                                                            | Equipo                | J | G | P | PF  | PC  | DP  | Puntos |
| ------------------------------------------------------------------------------------------ | --------------------- | - | - | - | --- | --- | --- | ------ |
| 1                                                                                          | Joventut BCR          | 3 | 3 | 0 | 142 | 123 | 19  | 6      |
| 2                                                                                          | UNES - FC Barcelona   | 3 | 2 | 1 | 149 | 135 | 14  | 5      |
| 3                                                                                          | UCAM Murcia BSR       | 3 | 1 | 2 | 154 | 145 | 9   | 4      |
| 4                                                                                          | BSR Puertollano Amiab | 3 | 0 | 3 | 142 | 184 | -42 | 3      |
| 5                                                                                          | BSR Vistazul          | 0 | 0 | 0 | 0   | 0   | 0   | 0      |
| Fuente: Liga BSR: Clasificación de la Primera División - Grupo B; actualización automática |                       |   |   |   |     |     |     |        |

## Segunda Fase

### Segunda Fase por el título
|                                                                                  | Equipo     | J | G | P | PF | PC | DP | Puntos |
| -------------------------------------------------------------------------------- | ---------- | - | - | - | -- | -- | -- | ------ |
| 1                                                                                | 1º Grupo A |   |   |   |    |    |    |        |
| 2                                                                                | 1º Grupo B |   |   |   |    |    |    |        |
| 3                                                                                | 2º Grupo A |   |   |   |    |    |    |        |
| 4                                                                                | 2º Grupo B |   |   |   |    |    |    |        |
| 5                                                                                | 3º Grupo A |   |   |   |    |    |    |        |
| 6                                                                                | 3º Grupo B |   |   |   |    |    |    |        |
| Fuente: Liga BSR: Clasificación de la Primera División; actualización automática |            |   |   |   |    |    |    |        |

### Segunda Fase por la permanencia
|                                                                                  | Equipo     | J | G | P | PF | PC | DP | Puntos |
| -------------------------------------------------------------------------------- | ---------- | - | - | - | -- | -- | -- | ------ |
| 1                                                                                | 4º Grupo A |   |   |   |    |    |    |        |
| 2                                                                                | 4º Grupo B |   |   |   |    |    |    |        |
| 3                                                                                | 5º Grupo A |   |   |   |    |    |    |        |
| 4                                                                                | 5º Grupo B |   |   |   |    |    |    |        |
| Fuente: Liga BSR: Clasificación de la Primera División; actualización automática |            |   |   |   |    |    |    |        |

### Promoción de permanencia
Se disputará a partido único, en pista del equipo 2º clasificado de la Final Four de Segunda División. Los requisitos técnicos y reglamentarios de este partido serán los establecidos para División de Honor.
| Equipo 1                           | Resultado | Equipo 2                          |
| ---------------------------------- | --------- | --------------------------------- |
| 3º Segunda fase por la permanencia |           | 2º Final Four de Segunda División |

## Final four
Se disputará un playoff para definir el campeón, los ascendidos y el tercer lugar, para optar a un posible ascenso también.
|  | Semifinales    | Semifinales    |                |   | Final | Final |
|  |                |                |                |   |       |       |
|  |                |                |                |   |       |       |
|  |                |                |                |   |       |       |
|  | 1 Segunda fase | 0              |                |   |       |       |
|  | 1 Segunda fase | 0              |                |   |       |       |
|  | 4 Segunda fase | 0              |                |   |       |       |
|  | 4 Segunda fase | 0              | ? Segunda fase | 0 |       |       |
|  |                |                | ? Segunda fase | 0 |       |       |
|  |                | ? Segunda fase | 0              |   |       |       |
|  | 2 Segunda fase | ? Segunda fase | 0              | 0 |       |       |
|  | 2 Segunda fase |                |                | 0 |       |       |
|  | 3 Segunda fase | 0              |                |   |       |       |
|  | 3 Segunda fase | 0              |                |   |       |       |

#### Promoción de ascenso
Se disputará a partido único, en pista del equipo 2º clasificado de la Final Four de Primera División. Los requisitos técnicos y reglamentarios de este partido serán los establecidos para División de Honor.
| Equipo 1      | Resultado | Equipo 2                           |
| ------------- | --------- | ---------------------------------- |
| 2º Final Four |           | 11º Liga regular División de Honor |

#### Ascendidos aDivisión de Honor
| Bandera de ?        | Bandera de ?                                    |
| Ganador Final       | Ganador Promoción de ascenso (si fuese el caso) |
| Ascendido: --/03/21 | Ascendido: --/03/21                             |